# Три-Могили (Кырджалийская область)
Три-Могили (болг. Три могили) — село в Болгарии. Находится в Кырджалийской области, входит в общину Кырджали. Население составляет 300 человек.

## Политическая ситуация
В местном кметстве Три-Могили, в состав которого входит Три-Могили, должность кмета (старосты) исполняет Тасим Бейсим Ибрям (Движение за права и свободы (ДПС)) по результатам выборов правления кметства.
Кмет (мэр) общины Кырджали — Хасан Азис (Движение за права и свободы) по результатам выборов в правление общины.

## География
Три-Могили находится в горном районе.